# Héctor Luis Bustamante
Héctor Luis Bustamante Durango (Medellín,  Antioquia 12 de marzo de 1972) es un actor de cine y televisión colombiano que trabaja en los Estados Unidos.

## Biografía
Héctor nació en Medellín, Colombia a padres, Dagoberto Bustamante y Aracelly Durango. Héctor y su familia se trasladaron a los Estados Unidos cuando él tenía 12 años. Como muchos artistas, Hector realizó su pasión por la actuación de una edad muy temprana. El hizo su primer papel de teatro en una producción de escuela secundaria en Hackensack, NJ de “West Side Story.” Mientras que su actuación fue bien recibido y le abrió puertas en varias otras producciones, su profesor de drama le dijo que él nunca sería actor profesional porque su acento era demasiado grueso para la TV americana.
En la primavera de 2003, Héctor debutó en su primer papel para la cadena de televisión estadounidense CBS en el show "The Agency,” haciendo el papel de la cabeza de policía Colombiana. Dos semanas después Hector hizo su segundo papel para el show “NYPD Blue" para la cadena ABC. Héctor ha continuado desde entonces actuando en serie de televisión estadounidenses como 24, Crossing Jordan, Monk, Sin Rastro, y, películas como Hostage junto al actor Bruce Willis y Sueño junto al actor Colombiano John Leguizamo.

## Filmografía

### Programas de televisión
- Heroes
- 24
- Crossing Jordan
- Sin Rastro
- Monk
- The Shield